# Droga wojewódzka 890
Die Droga wojewódzka 890 (DW 890) ist eine 26 Kilometer lange Droga wojewódzka (Woiwodschaftsstraße) in der polnischen Woiwodschaft Karpatenvorland, die Kuźmina mit Krościenko verbindet. Die Strecke liegt im Powiat Przemyski und im Powiat Bieszczadzki.

## Streckenverlauf
Woiwodschaft Karpatenvorland, Powiat Przemyski
-  Kuźmina (DK 28)
- Roztoka

Woiwodschaft Karpatenvorland, Powiat Bieszczadzki
- Trzcianiec
- Wojtkowa
- Wojtkówka
- Jureczkowa
- Liskowate
-  Krościenko (DK 84)